# Pariser Platz (Stuttgart)

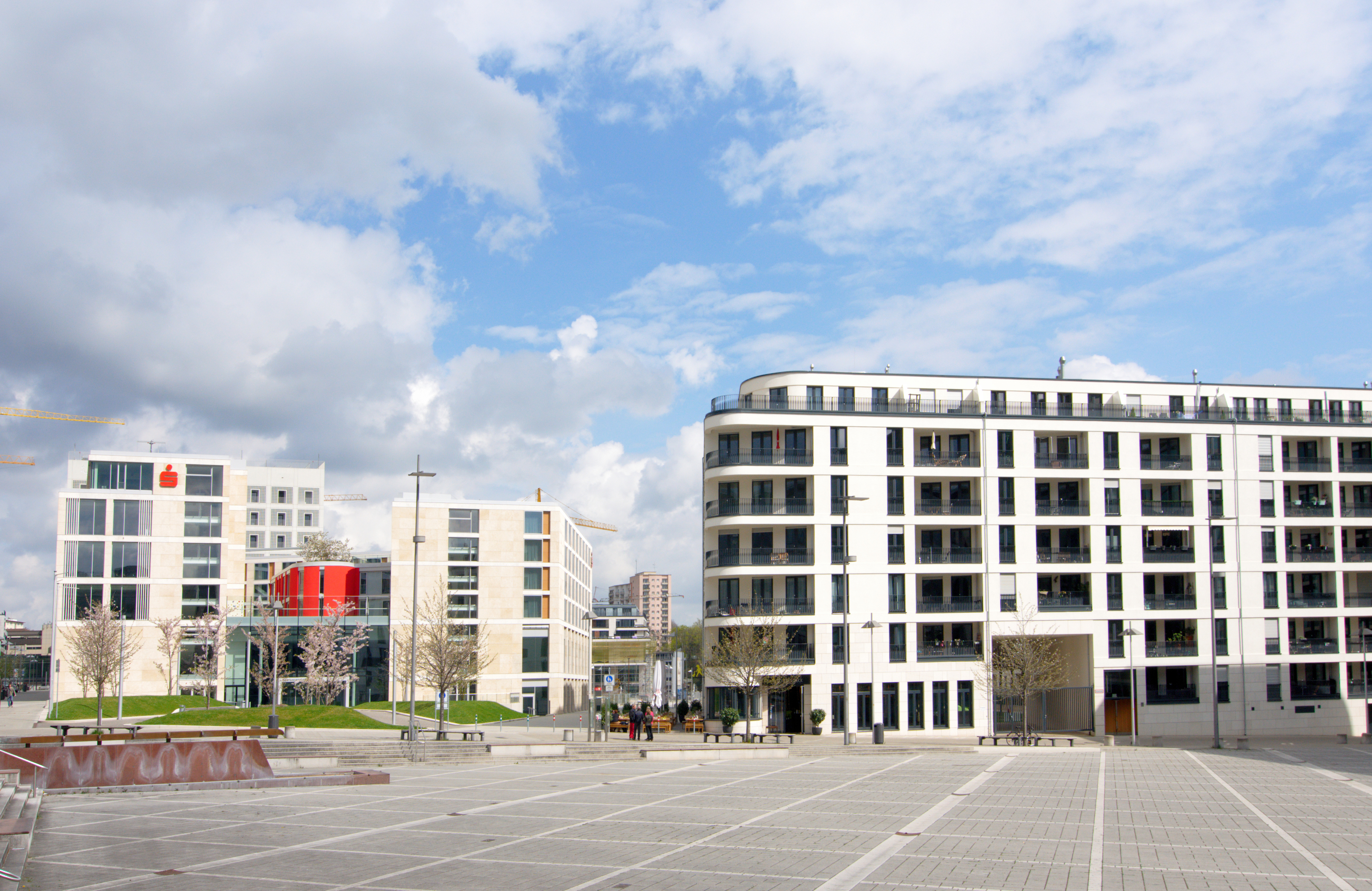
Pariser Platz mit Sparkassenakademie (links) und Pariser Höfe

Lage des Platzes im Europaviertel

Der Pariser Platz ist ein Platz im Stuttgarter Europaviertel.

## Erschließung
An der Westseite des Platzes führt die Moskauer Straße entlang. Die übrigen auf den Platz zuführenden Straßen und Wege sind für Autoverkehr gesperrt.

## Bebauung

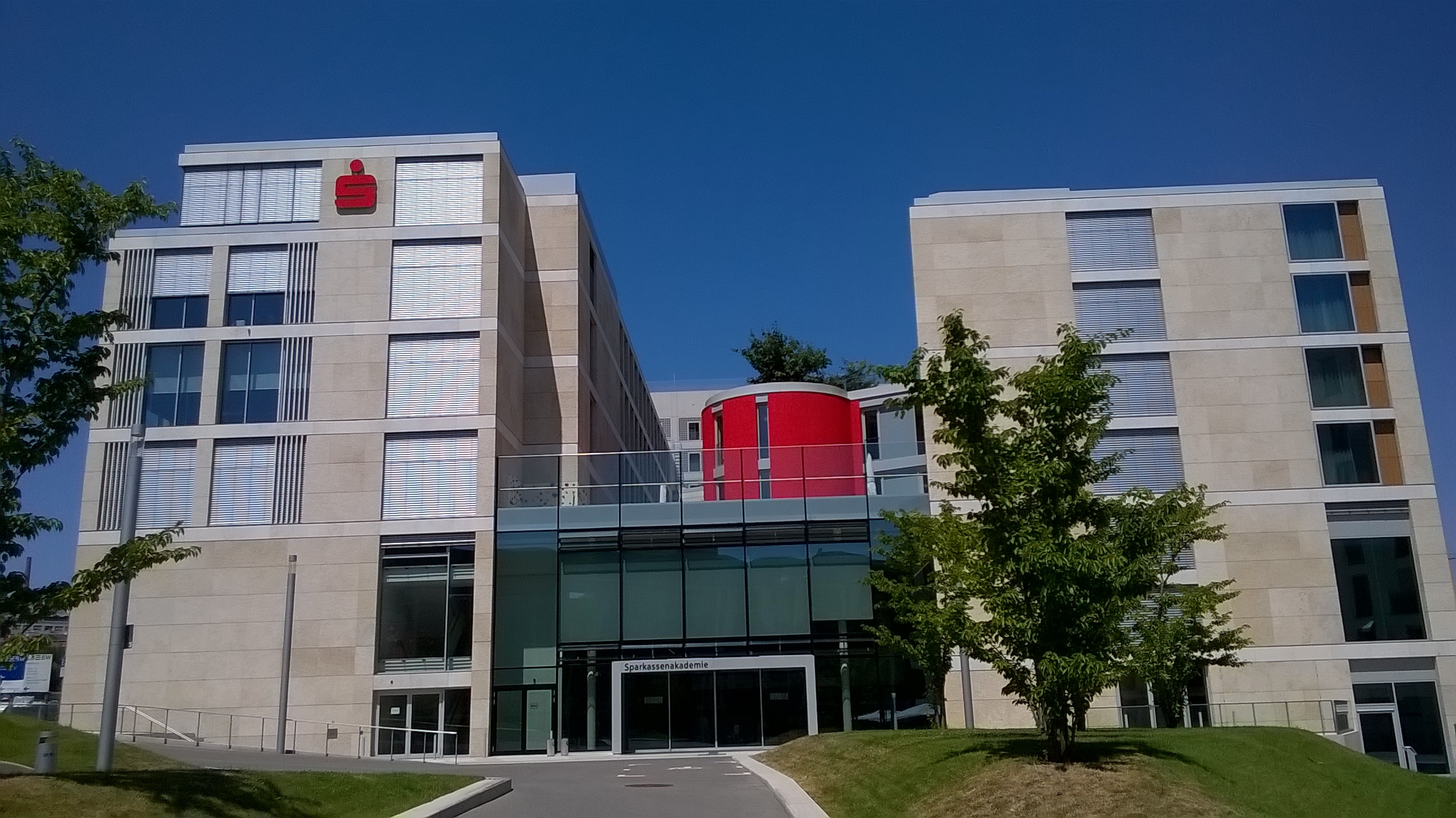
Sparkassenakademie

Im Nordosten des Platzes stehen die Gebäude der Sparkassenakademie Baden-Württemberg sowie die Pariser Höfe, ein Wohn- und Bürokomplex. Im Südosten befindet sich ein von der Südleasing genutztes Gebäude, der Rest des Platzes ist von Bauten der LBBW umstanden.

## Gestaltung
An der Nordwestecke des Platzes befindet sich ein von dem Architekten Boris Podrecca gestalteter Brunnen aus dem Jahr 2004.

## Nutzung
In den Jahren 2005 bis 2008 war der Platz Veranstaltungsort des Festivals Jazzopen Stuttgart.